# Kiwi Gardner
Keyondrei Gardner, detto Kiwi (Manteca, 7 aprile 1993), è un cestista statunitense.